# Memecylon andamanicum
Memecylon andamanicum är en tvåhjärtbladig växtart som beskrevs av George King. Memecylon andamanicum ingår i släktet Memecylon och familjen Melastomataceae. Inga underarter finns listade i Catalogue of Life.